# Franz Baer (Architekt)

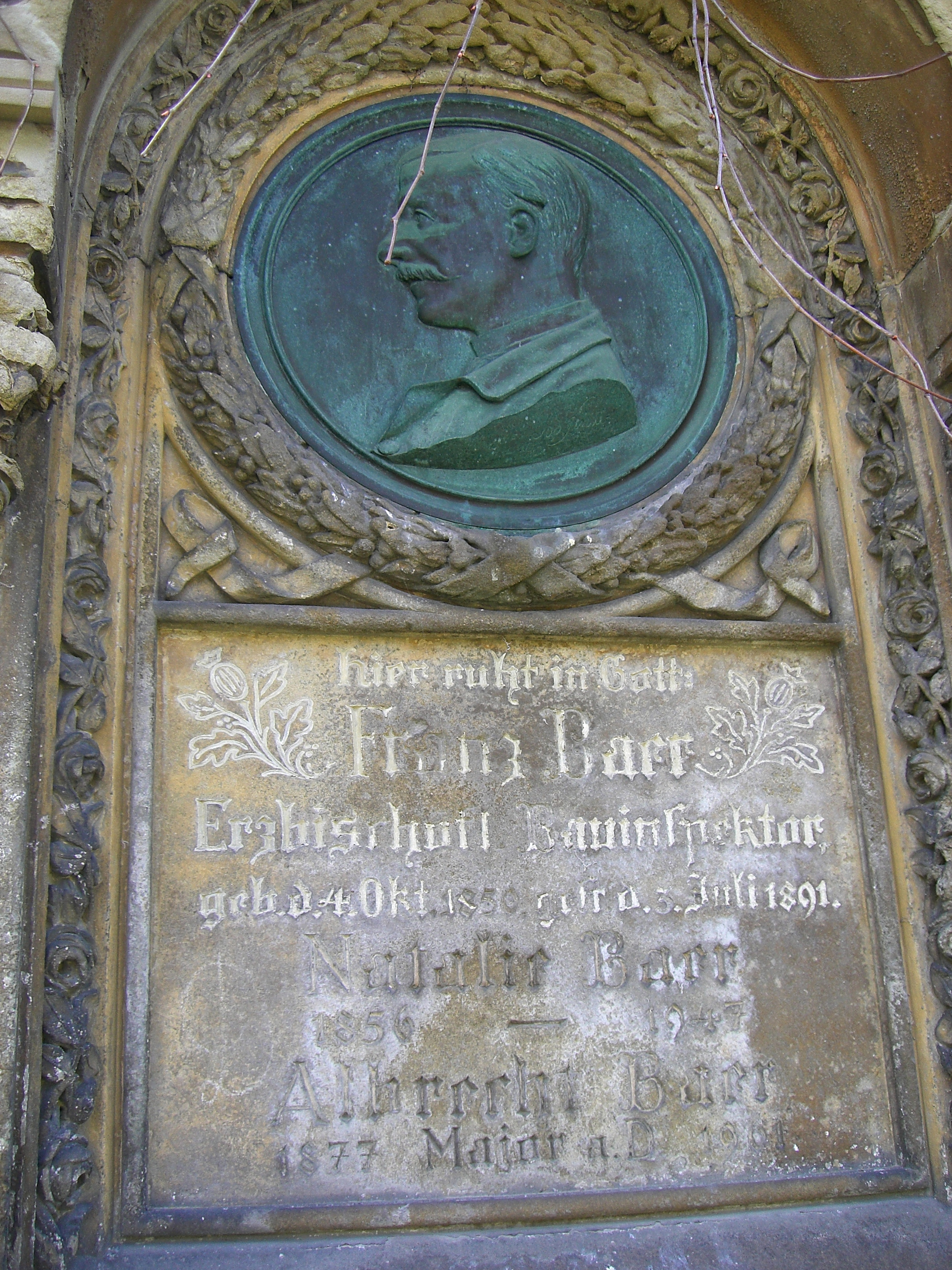
Grabmal auf dem Freiburger Hauptfriedhof

Franz Baer (* 4. Oktober 1850 in Karlsruhe; † 3. Juli 1891 in Freiburg im Breisgau) war ein deutscher Architekt und Baubeamter.

## Leben
Franz Baer war ein Sohn von Franz Josef Baer (1809–1890), dem Vorstand der Oberdirektion des badischen Wasser- und Straßenbaus. Franz Baer studierte von 1868 bis 1873 am Polytechnikum Karlsruhe, anschließend an der Berliner Bauakademie. 1875 nahm er eine Tätigkeit bei der großherzoglich badischen Eisenbahnbaudirektion Mannheim auf, ein Jahr später verließ er den Staatsdienst und war für das Erzbischöfliche Bauamt Heidelberg in Mannheim tätig. Dort verantwortete er den Neubau der Notkirche St. Laurentius in Mannheim-Neckarstadt nach Plänen von Wilhelm Lutz. Anschließend war er beim Erzbischöflichen Bauamt Freiburg tätig, wo er für die Restaurierung des Breisacher Stephansmünsters zuständig war. 1880 erhielt er als Nachfolger des verstorbenen Lukas Engesser die Stelle des erzbischöflichen Baumeisters und kurz darauf den Titel eines erzbischöflichen Bauinspektors.
Zu seinen Arbeiten zählten zahlreiche Kirchenrestaurierungen, unter anderem des Konstanzer Münsters, der Georgskirche in Reichenau-Oberzell, der Martinskirche und Konviktskirche in Freiburg sowie des Salemer Münsters. Am Freiburger Münster wurde er ebenfalls mit Arbeiten betraut, so mit der Restaurierung der Turmvorhalle. 1881 zum Stadtrat gewählt, war er als Referent für das Hochbauwesen an zahlreichen Projekten beteiligt. Die vorgesehene Ernennung zum Dombaumeister des Freiburger Münsters erlebte er nicht mehr, da er 1891 starb.
Sein Grabmal auf dem Freiburger Hauptfriedhof ziert eine in Bronze gegossene Porträtplakette von Gustav Adolf Knittel, der ornamentale Schmuck des Steins stammt von Wilhelm Walliser.